# Маєвська Валентина Григорівна
Валенти́́на Григо́рівна Має́вська (3 жовтня 1929 , Київ  — 18 жовтня 2015 , Київ ) — професорка архітектури, 1981 — Заслужена архітекторка УРСР.

## Біографія
Народилась у Києві. У 1955 році закінчує Київський інженерно-будівельний інститут, архітектурний факультет.
З 1955 року співробітник проектного інституту «Діпромісто»: архітектор, старший архітектор, керівник групи, головний архітектор проектів. У 1973 р. — захистила кандидатську дисертацію за темою «Композиція паркового ландшафту в посушливих умовах степової зони України».
У 1955—1991 рр. розробила більш ніж 100 робіт з проектів детального планування міст України, генеральних планах міст, проектів парків. Багато проектів відзначено на республіканських конкурсах Держбуду України та Спілки архітекторів України як «Найкращий проект року».

## Автор проектів
- генеральний план міста Дніпро — у співавторстві, 1964,
- дендропарк «Асканія-Нова» — 1967,
- Генеральний план міста Покров Дніпропетровської області;
- генеральний план міста Переяслав — 1973,
- Детальне планування району заповідника «Поле Полтавської битви» в Полтаві;
- Генеральний план міста Вараш Рівненської області;
- План парку «Ювілейний», генерального плану м. Корюківка Чернігівської області (1991).

Реконструкції:
- у Києві — парку Партизанської Слави — 1978,
- Першотравневого парку — 1981.

## Автор книг
- «Охорона територіальних ресурсів містобудівництва» (1986),
- «Ландшафтна архітектура — короткий довідник архітектора» .

## Нагороди та відзнаки
- Ювілейна медаль «За доблесну працю у Великій Вітчизняній війні 1941—1945 рр.» (1970).
- Бронзова медаль ВДНГ СРСР (1972).
- Заслужений архітектор УРСР (1981).